# 塔加欽
51°4′22″N 24°38′57″E / 51.07278°N 24.64917°E
塔加欽（烏克蘭語：Тагачин），是烏克蘭的村落，位於該國西部沃倫州，由科韋利區負責管轄，面積1.53平方公里，海拔高度188米，2001年人口295，人口密度每平方公里192.81人。